# Фремад Амагер
«Фремад Амагер» (дан. Fremad Amager) — данський професійний футбольний клуб з району Амагер Вест міста Копенгаген. Заснований у 1910 році. «Фремад Амагер», який називають командою робітничого класу, має давнє суперництво проти сусідніх клубів «Фрем», «Каструп» та «Б 1908».